# Audrey Azoulayová
Audrey Azoulayová (* 4. srpna 1972 La Celle-Saint-Cloud) je francouzská politička. Podporuje Parti socialiste, i když není členkou strany. Od roku 2017 zastává funkci generální ředitelky UNESCO. 
Maturovala na Lycée Janson-de-Sailly a pak studovala Université Paris-Dauphine, École nationale d'administration a Institut d'études politiques de Paris. Pracovala v bance a na generálním sekretariátu francouzské vlády, také hrála menší roli ve filmu Le Grand Rôle. Od roku 2006 pracovala v Centre national du cinéma et de l'image animée a v letech 2011 až 2014 zde byla zástupkyní ředitele. Pak pracovala v týmu prezidenta Françoise Hollanda jako odbornice na komunikaci a v letech 2016 až 2017 byla ministryní kultury ve vládách Manuela Vallse a Bernarda Cazeneuva. V listopadu 2017 byla zvolena nástupkyní Iriny Bokovové v čele UNESCO. V roce 2021 byla potvrzena pro druhé funkční období.
Rodina Azoulayové pochází z Maroka a má židovské a berberské kořeny. Její otec André Azoulay je poradcem krále Muhammada VI. a matka Katia Brami je spisovatelkou. Provdala se za manažera Françoise-Xaviera Labarraquea, s nímž má dvě děti.